# Journeyman (album)
Journeyman - album Erica Claptona nagrany i wydany w 1989 roku.
Album stał się symbolem stopniowego powrotu Claptona do formy po latach uzależnienia od alkoholu i narkotyków. Większość utworów ma elektroniczne brzmienie, które uzyskały pod wpływem sceny rockowej lat 80., ale pojawiają się też piosenki bluesowe.
Największy komercyjny sukces odniósł utwór ,,Bad Love", dzięki któremu Clapton otrzymał w 1990 roku nagrodę Grammy. Co więcej w latach 90. nagrano remiks utworu, lecz bez wokalu, i wykorzystano go jako jeden z utworów stanowiących podkład muzyczny w jednej z gier komputerowych, Blupimania.
Choć w chwili wydania Journeyman odniósł umiarkowany sukces (osiągnął tylko 16. miejsce w brytyjskim billboardzie), to stał się pierwszym solowym, studyjnym albumem Claptona, który pokrył się podwójną platyną (Stany Zjednoczone).

## Lista utworów
1. "Pretending" (Jerry Lynn Williams) – 4:48
2. "Anything for Your Love" (Williams) – 4:16
3. "Bad Love" (Eric Clapton, Mick Jones) – 5:11
4. "Running on Faith" (Williams) – 5:27
5. "Hard Times" (Ray Charles) – 3:00
6. "Hound Dog" (Jerry Leiber, Mike Stoller) – 2:26
7. "No Alibis" (Williams) – 5:32
8. "Run So Far" (George Harrison) – 4:06
9. "Old Love" (Clapton, Robert Cray) – 6:25
10. "Breaking Point" (Marty Grebb, Williams) – 5:37
11. "Lead Me On" (Cecil Womack, Linda Womack) – 5:52
12. "Before You Accuse Me" (Ellas McDaniel) – 3:55

## Listy sprzedaży
| Lista           | Kraj              | Pozycja |
| --------------- | ----------------- | ------- |
| Billboard 200   | Stany Zjednoczone | 16      |
| UK Albums Chart | Wielka Brytania   | 13      |